# Реконструктор (Ростовская область)
Реконстру́ктор — посёлок в Аксайском районе Ростовской области, входит в Большелогское сельское поселение.

## География
Расположен в 7 км (по дорогам) север-восточнее районного центра — города Аксай.

## История
В марте 1920 года на базе национализированного частновладельческого предприятия «Май», принадлежавшего ростовскому адвокату Кравцову, и расположенных рядом дач — был создан совхоз, впоследствии названный Реконструктор.
В 1938 году Реконструктор стал основной сырьевой базой для недавно созданного «донского комбината шампанских вин» (ныне «Ростовский комбинат шампанских вин»).
И вошёл в состав объединения «Донвино» состоявшее из тридцати пяти винодельческих совхозов   по Ростовской области.
Основным  направлением производственной деятельности совхоза стало виноградарство. Хозяйство производило главным образом сырье для шампанских и марочных столовых вин.
Рос совхоз, оправдывая своё название, и стал самой северной зоной промышленного выращивания теплолюбивой виноградной лозы. За получение высоких урожаев в 1939 и 1940 годах совхоз получил диплом первой степени на всесоюзной сельскохозяйственной выставке в Москве, а также легковой автомобиль и премию в десять тысяч рублей.
Через неделю после начала войны на фронт после мобилизации были отправлены машины, трактора, лошади и 88 жителей были призваны в Красную Армию, из которых 34 погибло, защищая родную землю.
Послевоенный период до 1950 года стал для Реконструктора периодом восстановления, люди по 10-12 часов работали на полях, 12 человек были награждены орденом Ленина, 23 человека — орденом Трудового Красного Знамени. 1950—1960 годы стали периодом дальнейшего развития виноградарства: площади, занятые виноградниками, достигли 673 га. В 1962 году, чтобы ликвидировать сезонность в работах, была начата засадка садов.
В 1964 году в связи с заражением винограда филлоксерой было раскорчевано и сожжено 247 га виноградников, посаженных ещё до войны, площадь виноградников резко сократилась. Зимой 1971—1972 годов в результате сильных морозов сильно пострадали сады и виноградники, понадобилось много сил и труда, чтобы возродить былую славу Реконструктора.
Уже в 1975г.в   227га , для новых виноградников использовали новые морозостойкие сорта , созданные в Новочеркасском институте виноградарства и виноделия, а также сорта с повышенной устойчивостью к болезням.
В 1985 году правительство в целях борьбы с пьянством и алкоголизмом запретило производить ординарные и плодовые вина, что привело к сокращению производства и корчеванию винограда в связи с чем основное внимание стало уделяться лёгким столовым винам и сокам, а также развитию садоводства черешни, алычи, зимних сортов яблок имеющих высокие товарные качества.
К  1990 г. Реконструктор являлся крупным агропромышленным комплексом и представлял развитое и рентабельное производство со своей инфраструктурой, растениеводства, животноводства, строительства, жилищно-коммунального хозяйства, перерабатывающий цех виноделия, холодильник. 
Большое внимание уделялось социально-экономическим нуждам населения проведена, газификация, построен дом культуры, спортивный зал, разработана система обеспечения населения основными продуктами.
Общая площадь землепользования совхоза Реконструктор составляла- 2152 га, в том числе под виноградниками- 370 га, под садами 330 га.
В связи с развалом СССР и безграмотной политикой руководства Аксайского района Борзенко Б.И. и директора совхоза Бубликова В.Н. Реконструктор подвергся варварскому разграблению.
Несмотря на то, что руководству совхоза поступали предложения от крупных предприятий, таких как  ООО «Мострансгаз» по его  выкупу  как единого производственного комплекса, руководством совхоза было в данных предложениях отказано.
с/з Реконструктор был умышленно  разделен на организации: «Заря», «Возрождение», «Надежда», «Искра», ТОО КСП «Реконструктор» которые фактически не вели хозяйственной деятельности и были созданы  с целью обогащения руководства данных предприятий.
Работникам совхоза были выделены земельные паи, которые впоследствии были куплены  местным предпринимателем по Бабаевым К.К. 
Винодельческий завод  с/з Реконструктор был продан ООО «Донские вина» директор Григорян С.А., согласно выписки из Единого государственного реестра юридических лиц виноделие  как разрешенный вид деятельности в данной организации не значиться. Всё оборудование и линия по розливу сданы в металлолом
В 1997—1998 годах совхоз Реконструктор фактически перестал существовать, официально прекратил деятельность по решению  Арбитражного суда от 25.10.2002г конкурсный управляющий  Корнилов О.Ю.
В настоящее время числится только как населённый пункт.

## Население
| 1989 | 2002  | 2010  |
| ---- | ----- | ----- |
| 1435 | ↗1609 | ↗1682 |